# デジタル印刷
デジタル印刷（でじたるいんさつ）とは、デジタルイメージを直接様々なものに印刷する技法である。通常、DTPなどで作成したデジタルソースからレーザープリンターやインクジェットプリンターを使って大判の印刷や大量の部数の印刷をするプロフェッショナルな印刷を指す。
オフセット印刷などの従来の技法(有版方式)に比べて、特にロットが大きい場合に1枚あたりコストのが高いといわれるが、無版方式であることから印刷版をつくるまでの従来の手間が省ける、あるいは小ロットでは製版代を必要としないという利点がある。また、オンデマンド印刷が可能、完成までが早い、内容の修正が容易といった利点もある。人件費が抑えられ、高機能化してきたことから、デジタル印刷は従来の印刷技法に取って代わることも可能なところに到達しつつある。

## プロセス
リトグラフ、フレキソ印刷、グラビア印刷、活版印刷といった従来の技法とは異なり、印刷版を交換する必要が全くなく、そのために全工程にかかる時間が短縮されるが、一方で多くのデジタル印刷技法ではイメージの細部が失われることが多い。インクジェットプリンターやレーザープリンターを使うのが一般的で、普通紙だけでなく印画紙、キャンバス、ガラス、大理石など様々なものに印刷可能である。
インクまたはトナーは従来の技法で使われているインクのように紙などに浸透せず、トナーであれば熱、UV硬化インキであれば紫外線でかたまって表面に固着し、薄い層を形成する。

## 特徴的なデジタル印刷技法

### ファインアートのインクジェット印刷
ファインアートのデジタル・インクジェット印刷は、コンピュータ内の画像ファイルを直接インクジェットプリンターで印刷して最終出力とする。コダックや3Mといったメーカーがデジタル加工技術として発展させ、アーティストや印刷業者がまず前工程（プリプレス）でのファインアートの印刷に採用し、色校正などに使用した。例えば1985年に発売されたIRISプリンターがある。David Coons がこれを使用したファインアート用システムを作り、ミュージシャンでもあるグラハム・ナッシュが1991年にそれを使ったファインアート専門の印刷会社を創業した。当初は光沢紙しか使えない機種が多かったが、IRISプリンターは様々な紙への印刷を可能にした。ファインアートのデジタル印刷といえばIRISプリンターといった時期もあったが、その後セイコーエプソンやHPが大判のプリンターを発売し、退色が遅く保存性のよいインクやファインアートの印刷用に作られた紙も登場した。
ファインアートのインクジェット印刷に使う紙としては、 Rives BFK、Arches の水彩用紙などがあり、他にキャンバスや、実験的な金属やプラスティック、布地などにも印刷されている。
アーティストの作品を複製する場合、従来からの4色刷りオフセット印刷よりも1枚の印刷では高くつくが、インクジェット印刷では高価な版を作る必要がなく、注文を受けてすぐ印刷できるので、在庫を抱える虞もない。また、アーティスト自身が複製の制作から販売までを自分で管理できるという利点もある。
デジタル・インクジェット印刷は各種デジタルアートの出力にも使われている。

### 印画紙へのデジタル・レーザー露光
デジタル画像はレーザーを使って印画紙に直接露光でき、通常の写真のように現像・停止・定着が可能である。この場合の見た目は従来の写真と区別がつかないほどである。また、通常の写真と同じように長持ちする。レンズを通して結像させるわけではないので、大判の印刷をしても周辺に歪みが生じないという利点がある。

## 用途
デジタル印刷は従来の技法に対して様々な利点がある。以下に主な用途を挙げる。
- DTP – 製版が不要なので、家庭や会社などで安価に少部数の印刷が可能。
- ファインアート – 上述のインクジェット印刷や印画紙へのレーザー露光が使われる。
- オンデマンド印刷  – オンデマンド印刷機を使い、要求に応じて少部数の印刷を素早く行う。結婚式のアルバムなど。
- バリアブル印刷  – データベースを使いパーソナライズされた印刷物を大量に印刷できる。例えば子供向けの本に子どもの名前を入れる、フルカラーでグラフなども表示する利用明細/運用報告書など。
- 広告 – 野外(街頭)の広告や見本市などのイベントでの看板、パーソナライズされたダイレクトメールなど。
- 写真 – デジタルカメラで撮影したデジタル写真は、デジタル印刷で形あるものになる。印刷前に編集や色校正が容易にできる。
- 建築物内装 - オーダーメード壁紙[9]など。